# Chemical Vapor Deposition (journal)
Chemical Vapor Deposition (abrégé en Chem. Vap. Deposition ou CVD) est une revue scientifique à comité de lecture qui publie des articles concernant tous les aspects du dépôt chimique en phase vapeur.
D'après le Journal Citation Reports, le facteur d'impact de ce journal était de 1,829 en 2009. L'actuel directeur de publication est Michael L. Hitchman.